# Fougeré (Maine i Loira)
Fougeré és un municipi francès situat al departament de Maine i Loira i a la regió de País del Loira. L'any 2007 tenia 770 habitants.

## Demografia

### Població
El 2007 la població de fet de Fougeré era de 770 persones. Hi havia 319 famílies de les quals 81 eren unipersonals (36 homes vivint sols i 45 dones vivint soles), 109 parelles sense fills, 113 parelles amb fills i 16 famílies monoparentals amb fills.
La població ha evolucionat segons el següent gràfic:
Habitants censats

### Habitatges
El 2007 hi havia 388 habitatges, 317 eren l'habitatge principal de la família, 42 eren segones residències i 29 estaven desocupats. 379 eren cases i 8 eren apartaments. Dels 317 habitatges principals, 242 estaven ocupats pels seus propietaris, 72 estaven llogats i ocupats pels llogaters i 3 estaven cedits a títol gratuït; 2 tenien una cambra, 14 en tenien dues, 49 en tenien tres, 89 en tenien quatre i 163 en tenien cinc o més. 233 habitatges disposaven pel capbaix d'una plaça de pàrquing. A 127 habitatges hi havia un automòbil i a 157 n'hi havia dos o més.

### Piràmide de població
La piràmide de població per edats i sexe el 2009 era:
| Homes | Edats   | Dones |
| ----- | ------- | ----- |
| 0     | 95 o +  | 0     |
| 0     | 90 a 94 | 0     |
| 20    | 85 a 89 | 0     |
| 12    | 80 a 84 | 4     |
| 20    | 75 a 79 | 12    |
| 12    | 70 a 74 | 36    |
| 20    | 65 a 69 | 28    |
| 20    | 60 a 64 | 12    |
| 20    | 55 a 59 | 24    |
| 32    | 50 a 54 | 20    |
| 20    | 45 a 49 | 20    |
| 28    | 40 a 44 | 24    |
| 20    | 35 a 39 | 32    |
| 20    | 30 a 34 | 16    |
| 20    | 25 a 29 | 12    |
| 4     | 20 a 24 | 20    |
| 24    | 15 a 19 | 4     |
| 40    | 10 a 14 | 56    |
| 8     | 5 a 9   | 24    |
| 32    | 0 a 4   | 12    |

## Economia
El 2007 la població en edat de treballar era de 459 persones, 327 eren actives i 132 eren inactives. De les 327 persones actives 294 estaven ocupades (168 homes i 126 dones) i 33 estaven aturades (12 homes i 21 dones). De les 132 persones inactives 65 estaven jubilades, 31 estaven estudiant i 36 estaven classificades com a «altres inactius».

### Ingressos
El 2009 a Fougeré hi havia 315 unitats fiscals que integraven 782 persones, la mediana anual d'ingressos fiscals per persona era de 15.131,5 €.

### Activitats econòmiques
Dels 31 establiments que hi havia el 2007, 3 eren d'empreses alimentàries, 3 d'empreses de fabricació d'altres productes industrials, 6 d'empreses de construcció, 4 d'empreses de comerç i reparació d'automòbils, 4 d'empreses immobiliàries, 4 d'empreses de serveis, 4 d'entitats de l'administració pública i 3 d'empreses classificades com a «altres activitats de serveis».
Dels 7 establiments de servei als particulars que hi havia el 2009, 1 era un paleta, 1 guixaire pintor, 1 fusteria, 3 lampisteries i 1 perruqueria.
Dels 3 establiments comercials que hi havia el 2009, 1 era una botiga de menys de 120 m² i 2 fleques.
L'any 2000 a Fougeré hi havia 33 explotacions agrícoles que ocupaven un total de 1.060 hectàrees.

## Equipaments sanitaris i escolars
El 2009 hi havia una escola elemental.

## Poblacions més properes
El següent diagrama mostra les poblacions més properes.